# ثوم صغروي
ثوم صغروي (الاسم العلمي: Allium minutum) هو نوع من النباتات يتبع جنس الثوم من فصيلة النرجسية.